# جنگ ۵۹۱–۵۸۲ میلادی
 جنگ‌های ۵۸۲ تا ۵۹۱ در دوره هرمز چهارم پادشاه ساسانی رخ داد و نزاع بر سر اختلافات مرزی بود این جنگ‌ها با پیروزی‌های روم و گاه با پیروزی‌های ایران همراه بود.

## منبع
1. ↑  کریستن سن، ایران در روزگار ساسانی، ۲۳۸.

- کریستن سن، آرتور (۱۳۶۷). ایران در روزگار ساسانی. انتشارات امیر کبیر [تهران تهران] مقدار |نشانی= را بررسی کنید (کمک). پارامتر |عنوان= یا |title= ناموجود یا خالی (کمک)